# 巢鴨
巢鴨（日语：／ Sugamo */?）是東京都豐島區的町名。現行行政地名為巢鴨一丁目至巢鴨五丁目。

## 概要
- 此地有以拔刺地藏（日语：とげぬき地藏）聞名的高岩寺（日语：高岩寺）。
- 高岩寺所在的巢鴨地藏通商店街（日语：巣鴨地蔵通り商店街）周邊有「老年人的原宿」（おばあちゃんの原宿）之稱。[2][3]
- 地藏通商店街入口的真性寺（日语：真性寺）有江戶六地藏（日语：江戸六地蔵）第四番、2.68公尺的銅造地藏菩薩坐像。
- 巢鴨站前商店街的麥當勞巢鴨店內設有博愛座（シルバーシート）。此外，由於多高齡者，菜單也使用較為貼近老年人的用詞。
- 染井靈園是知名賞櫻名所。染井靈園所在的舊染井村是「染井吉野櫻」發源地。靈園內有松平定明，高村光雲，高村光太郎，高村智惠子（日语：高村智恵子），二葉亭四迷之墓。
- 本妙寺（日语：本妙寺 (豊島区)）有江戶町奉行遠山景元、圍棋家元（日语：家元）本因坊家、劍術千葉周作、大名久世氏（日语：久世氏）之墓。
- 慈眼寺有芥川龍之介、谷崎潤一郎之墓。
- 妙行寺（日语：妙行寺 (豊島区)）有四谷怪談中知名的阿岩之墓。
- 戰後有很長的一段時間，巢鴨是無線電相關人士的聖地，巢鴨站周邊有許多無線電機器與無線電零件的專賣店。
  - 現在的巢鴨已不見往日光景，但秋葉原電氣街可見發源自本地的無線機器與電子零件專賣店。
  - 日本業餘無線聯盟（日语：日本アマチュア無線連盟）本部原在巢鴨。2013年11月5日移至東京都豐島區南大塚。
- 巢鴨是都內著名的粉紅沙龍（日语：ピンクサロン）街。

※「巢鴨監獄」位在現在的池袋地區，因當時的舊區域住所名等因素而命名「巢鴨」。

## 歷史
- 江戶時期，武藏國豐島郡在現在的豐島區東半部為巢鴨村。
- 18世紀中期，隨著江戶擴大，巢鴨村一部分成立巢鴨町上組、中組、下組。由江戶町奉行所支配。
- 1878年（明治11年）7月22日，郡區町村編制法（日语：郡區町村編制法）施行，巢鴨一～四丁目（舊巢鴨町）編入小石川區（現在的文京區）。
- 1889年（明治22年）4月1日，市制、町村制施行，東京府北豐島郡成立巢鴨町（日语：巣鴨町）與巢鴨村（日语：巣鴨村）。
- 1918年（大正7年）7月20日，巢鴨村施行町制，改稱西巢鴨町（日语：西巣鴨町）。
- 1932年（昭和7年）10月1日，巢鴨町、西巢鴨町編入東京市，與高田町、長崎町成為豐島區一部分。

## 產業
- 巢鴨信用金庫（日语：巣鴨信用金庫）
- 東京都中央批發市場豐島市場

## 知名人士
- 大原麗子

## 備註
1. ↑  住民基本台帳による年齢別人口（平成26年7月1日現在）[永久]
2. ↑  Nagamura, Kit. . The Japan Times. 8 December 2017  [22 April 2020]. （原始内容存档于2021-11-09）.
3. ↑  Saarinen, Ili. . Time Out. 31 March 2017  [22 April 2020]. （原始内容存档于2021-11-09）.

## 外部連結
- 巢鴨地藏通商店街 （页面存档备份，存于）